# Il macellaio
Il macellaio è un film  del 1998 diretto da Aurelio Grimaldi, con protagonista Alba Parietti, ispirato al romanzo Le Boucher di Alina Reyes.

## Trama
Palermo: Alina, trentenne direttrice di una galleria d'arte, è moglie di Daniele, un direttore di orchestra molto affermato e perennemente all'estero per lavoro. La coppia non può avere figli e sta cercando di adottare un bambino. Un giorno, dopo aver accompagnato il marito all'aeroporto, la donna ha un malessere durante l'analisi di alcuni schizzi e sviene: il medico le diagnostica una lieve forma di anemia, curabile con il consumo giornaliero di 200 grammi di carne rossa. Alina inizia così a frequentare una macelleria e ne conosce il titolare, Bruno: un uomo solitamente gioviale e scherzoso con le clienti ma che invece con lei scambia solo rapidi sguardi.
Nel frattempo le viene proposto in adozione un bambino difficile, che va ad incontrare in un quartiere periferico di Palermo. Un giorno, recatasi al negozio, scopre casualmente Bruno e la sua cassiera impegnati in un focoso rapporto sessuale. La donna comincia a nutrire una forte attrazione erotica per il macellaio bruttarello alimentata anche da un sogno che aveva fatto la notte in cui rifiutò le avances dell'ex vice-direttore della galleria Lorenzo - e ben presto i due intrecciano una passionale e travolgente relazione adulterina che va avanti tutto il giorno. Quando l'amante è andato via, il consorte annuncia via fax che sta tornando: Alina dalla terrazza di casa guarda il panorama intorno con espressione inquieta e preoccupata.

## Critica
La critica accolse generalmente male il film. Massimo Bertarelli scrisse il 5 giugno 1998 questo commento su Il Giornale: "Ridicolo fumettaccio erotico del regista Aurelio Grimaldi, impegnato sì, ma solo a mostrarci l'inespressiva Parietti Desnuda".